# Gaylussacia chamissonis
Gaylussacia chamissonis är en ljungväxtart som beskrevs av Meissn. Gaylussacia chamissonis ingår i släktet Gaylussacia och familjen ljungväxter. Inga underarter finns listade i Catalogue of Life.